# オイオ州
オイオ州（ポルトガル語: Oio）は、ギニアビサウを構成する8つの州の1つである。州都はファリン。

## 隣接州
- カシェウ州
- ビオンボ州
- ビサウ自治区
- バファタ州
- セディウ州
- コルダ州

## セクター

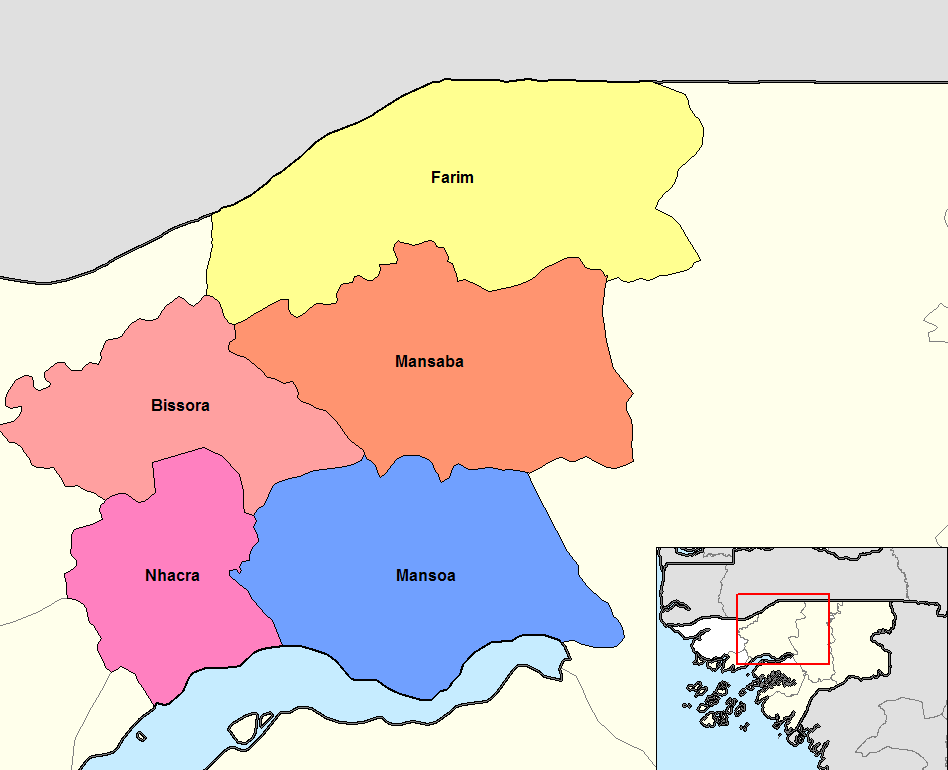
オイオ州のセクター

- オイオ州は5つのセクター（英語版）に区分される。
  -   ビソラン (Bissorã)
  -   ファリン (Farim)
  -   マンサバ (Mansaba)
  -   マンソア (Mansoa)
  -   ニャクラ (Nhacra)

## 出身人物
- マルチーニョ・ンダファ・カビ - 政治家、同国首相を歴任